# Denis Allen (Politiker)
Denis Allen (* 2. Januar 1896 im County Wexford; † 29. März 1961) war ein irischer Politiker der Fianna Fáil. Er war von September 1927 bis Januar 1933 und von August 1936 bis zu seinem Tod im März 1961 Teachta Dála (Abgeordneter) im Dáil Éireann, dem Unterhaus des irischen Parlaments (Oireachtas).

## Biografie
Allen war Landwirt. Während des irischen Unabhängigkeitskrieges war er Hauptmann in der IRA-Brigade von Nord-Wexford. Nach sdem Waffenstillstand schlug er sich auf die Seite der Gegner des anglo-irischen Vertrages. Er wurde dann während des Bürgerkriegs zunächst im August 1922 gefangen genommen, konnte aber aus dem Gefängnis in Newbridge Camp im Oktober entkommen. Eine Woche später wurde er aufgegriffen und zurückgeführt. Schon im November 1922 konnte er erneut fliehen. Bis Dezember 1923 konnte er untertauchen, wurde dann aber aufgegriffen und erneut inhaftiert. Seine Entlassung erfolgte im Juni 1924. Noch bis 1926 war er Kommandeur des IRA-Battalions in Nordwexford.
Bei den Wahlen im Juni 1927 im Wahlkreis Wexford wurde er nicht gewählt. Erfolg hatte er aber bei den Wahlen im September 1927. Er zog dann in den Dáil ein und konnte seinen Sitz halten. Erst bei den Wahlen 1933 verlor er den Sitz, den er aber noch bei der Nachwahl für Osmonde Esmonde im August 1936 zurückgewinnen konnte. Diesen Sitz konnte er auch noch bei den Wahlen 1957 verteidigen. Er verstarb während seiner Amtszeit.
Sein Sohn Lorcan Allen war ebenfalls Politiker.